# Cap Gris-Nez
Koordinaten: 50° 52′ 15″ N, 1° 35′ 1″ O
Das Cap Gris-Nez (gris-nez, deutsch ‚Graue Nase‘, niederländisch Swartenesse) ist eine Landspitze an Frankreichs Kanalküste, der Côte d’Opale, in der Region Hauts-de-France in Nordfrankreich. Es befindet sich zwischen Calais und Boulogne-sur-Mer. Die Bezeichnung „grau“ entstand, weil der offenliegende Fels grau ist, im Gegensatz zu dem in Sichtweite nördlich liegenden Cap Blanc-Nez, bei dem leuchtend weißes Kreide-Gestein zu Tage tritt.
Auf dem Gipfel des Cap Gris-Nez (50 m) steht ein Leuchtturm. Von hier aus wird der gesamte Schiffsverkehr auf dem Ärmelkanal von der französischen Seite aus überwacht.
Die Sichtachse vom Cap Gris-Nez zum Shakespeare Cliff bei Dover bildet die Stelle, an der sich die Insel Großbritannien und Kontinentaleuropa mit nur 33 km Entfernung am nächsten sind; dieser engste Abschnitt des Kanals hat eine eigene Bezeichnung, die Straße von Dover. Vom Cap Gris-Nez kann man bei klarem Wetter bis nach England sehen, schaut man nach Süden an der Küste entlang, erkennt man den Hafen von Boulogne-sur-Mer.
Die Nähe des Kaps zu England führte dazu, dass das nahe gelegene Dorf Audinghen in Kriegen zwischen England und Frankreich häufig zerstört wurde. Auf der Spitze der Klippe befinden sich die Ruinen einer englischen Festung, die Anfang des 16. Jahrhunderts von Heinrich VIII. erbaut wurde.
Zusammen mit dem zehn Kilometer weiter nördlich gelegenen Cap Blanc-Nez bildet es die „Grand Site des Deux Caps“, die seit 2011 das Label Grand Site de France trägt. Dieses Ensemble ist eines der Wahrzeichen des regionalen Naturparks Caps et Marais d’Opale und eine der attraktivsten Sehenswürdigkeiten Nordfrankreichs (2,5 Millionen Besucher pro Jahr).

## Geschichte
Dieser Küstenabschnitt wurde während des Zweiten Weltkrieges im weiteren Verlauf der Operation Overlord bzw. Operation Undergo durch kanadische Truppen befreit. Noch heute weist das Gebiet um das Cap Gris-Nez sichtbare Spuren der schweren Bombenangriffe gegen diesen Teil des „Atlantikwalls“ von 1944 auf. In dem betreffenden Abschnitt befindet sich auch das ehemalige deutsche Fort und die Geschützstellung Batterie Todt.
Der deutsche Schriftsteller und spätere Literaturnobelpreisträger Heinrich Böll war als Soldat im Zweiten Weltkrieg auch am Cap Gris-Nez stationiert.

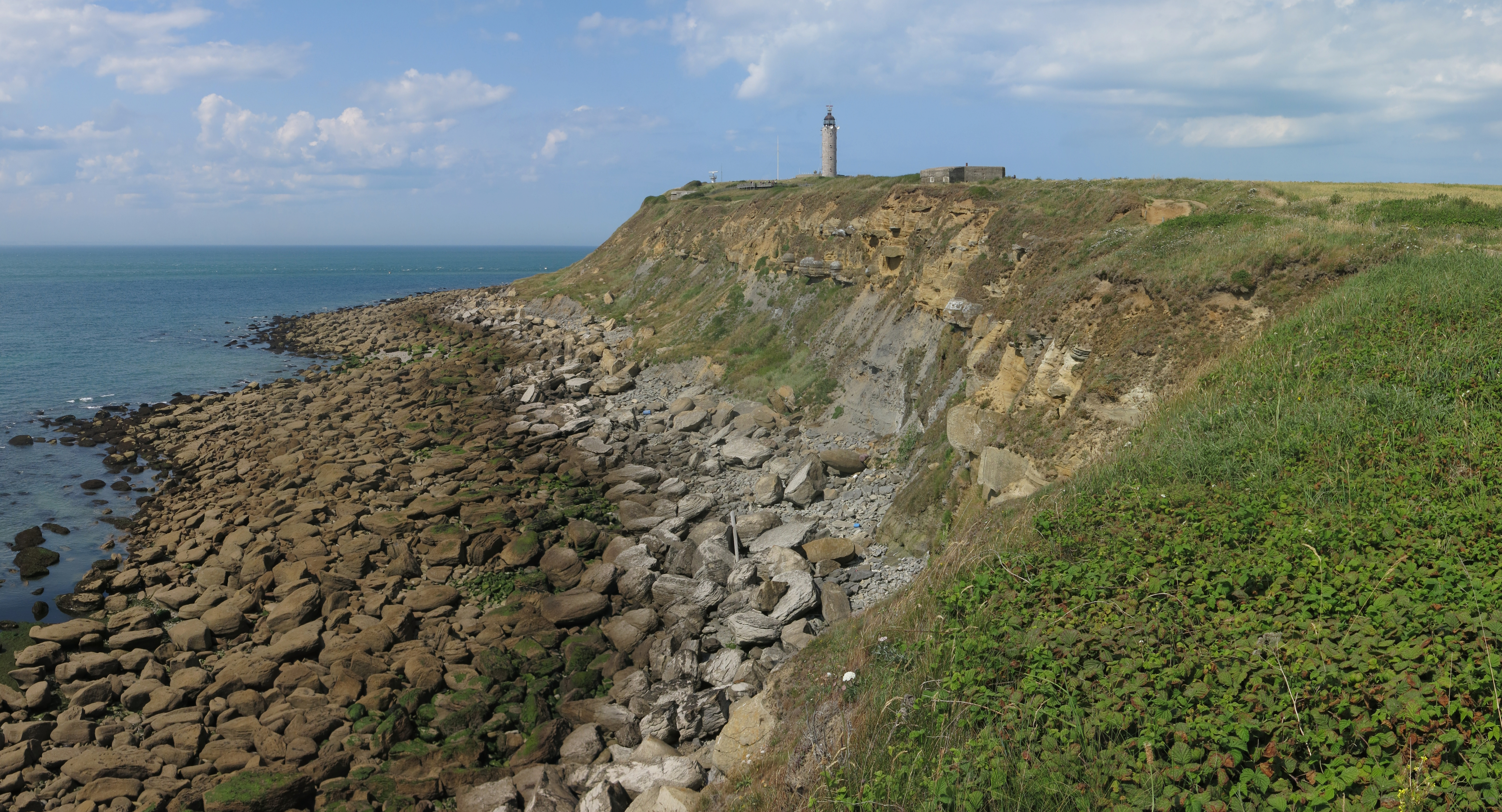
Cap Gris-Nez (Westseite)
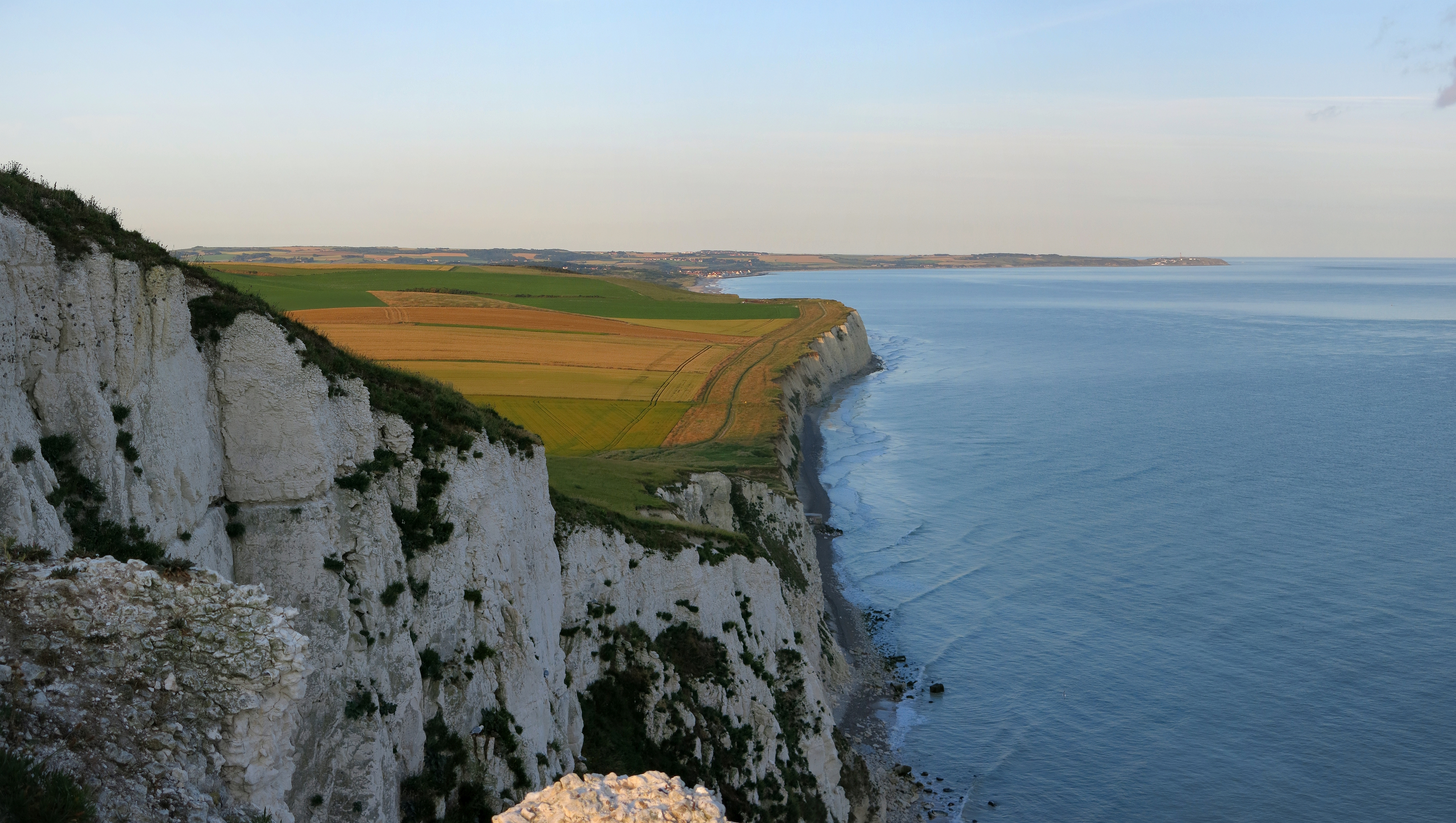
Blick vom Cap Blanc-Nez zum Cap Gris-Nez über die Bucht von Wissant
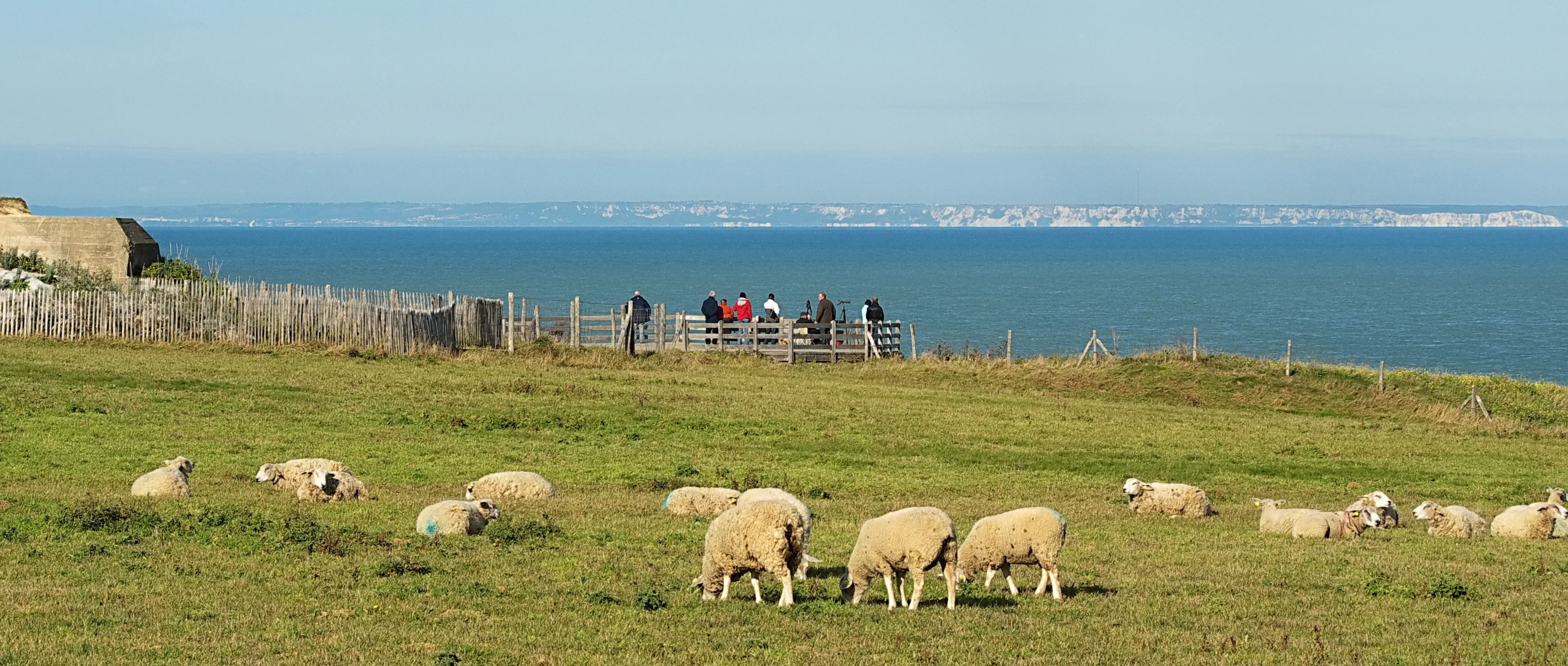
Sicht auf die White Cliffs of Dover vom Cap Gris-Nez
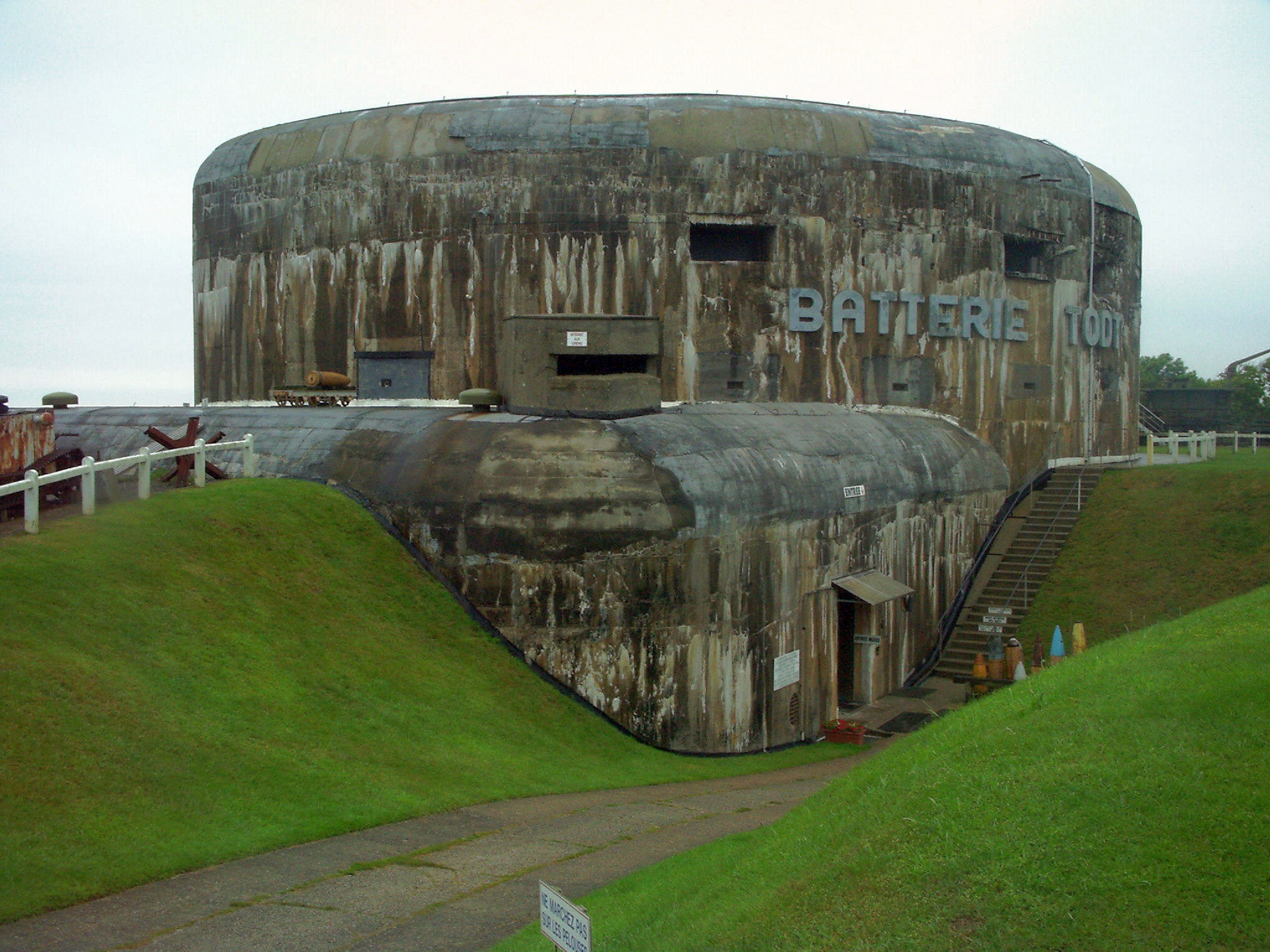
Deutsches Fort bei Cap Gris-Nez, 10. Juni 2004